# 中国驻挪威大使馆
中华人民共和国驻挪威王国大使馆（挪威語：Folkerepublikken Kinas Ambassade i Kongeriket Norge），简称中国驻挪威大使馆，是中华人民共和国驻挪威王国的外交代表机构。

## 历史
1920年5月27日，中華民國設立駐挪威公使館，並開始派遣駐挪威公使，由駐瑞典公使兼任。1940年8月1日，因纳粹德国入侵挪威而閉館。1945年9月25日，在挪威首都奧斯陸恢復大使館。1950年1月，中華民國與挪威斷交，並於1月14日關閉駐挪威大使館。1954年10月5日，中華人民共和國與挪威王國建交，并于翌年开设驻挪威大使馆
。

## 机构设置
中国驻挪威大使馆设置下列机构：
- 政治处
- 经济商务处
- 武官处
- 办公室